# Mariä Verkündigung (Schwäbisch Gmünd)

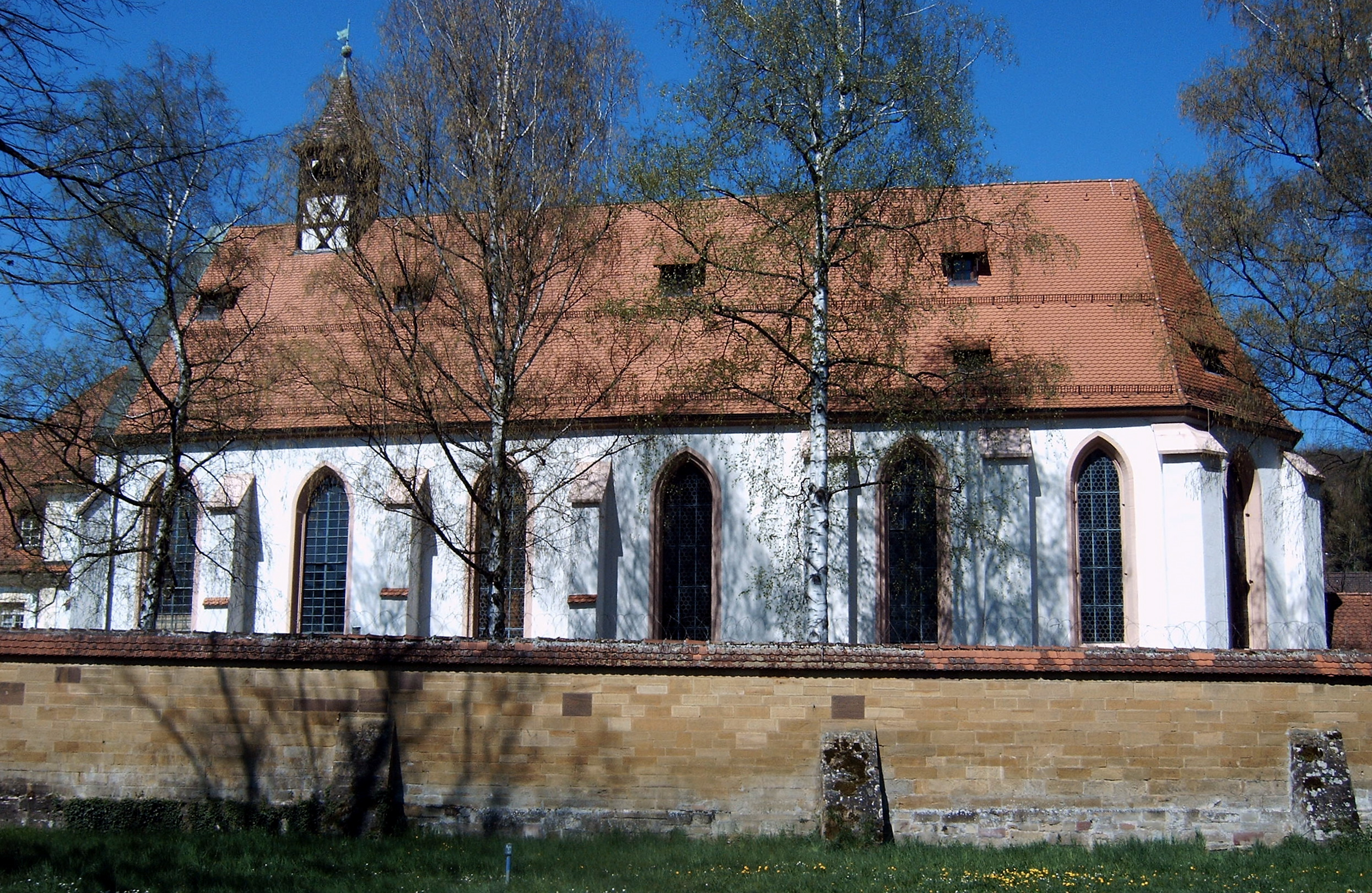
Klosterkirche von Süden

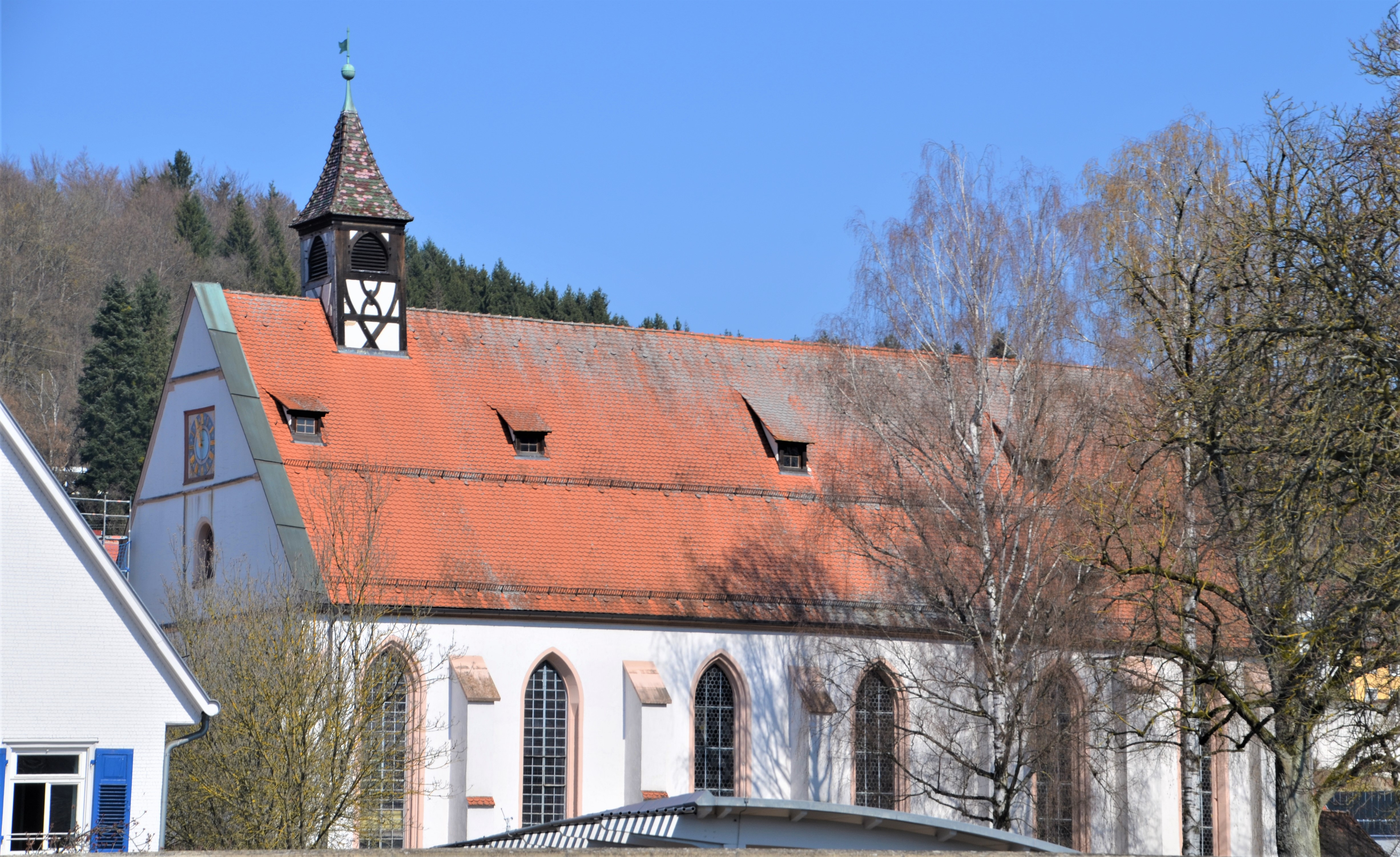
Klosterkirche von Südwesten

Die Kirche Mariä Verkündigung ist die ehemalige, gotische, barockisierte Klosterkirche des Dominikanerinnenklosters Gotteszell in Schwäbisch Gmünd. Sie dient heute als Kirche der Justizvollzugsanstalt für Frauen, die im ehemaligen Kloster untergebracht ist.

## Baugeschichte
Das Kloster wurde vermutlich um 1240 gegründet. Aus dieser Zeit stammt wohl auch der Kirchenbau, der 1259 seine erste Erwähnung findet. Die Steinmetzzeichen am Chor werden auf Mitte 13. Jahrhundert datiert. Von 1326 sind dann die ersten Messstiftungen in dieser Kirche bekannt. 1289, 1449, 1525 und 1546 wurde das Kloster und die Kirche durch Angriffe und Brandschatzungen schwer beschädigt. 1550/51 kam es dann zu umfangreichen Auf- und Neubauten. Der Dachstuhl und die Fensterleibungen wurden zu dieser Zeit erneuert. 1554 wurde in die Kirche eine Kassettendecke eingezogen. Mitte des 18. Jahrhunderts kam es zur Barockisierung der Kirche, bei der wahrscheinlich auch die Sakristei am Chorscheitel angebaut wurde. Der Hochaltar und die Seitenaltäre wurden um 1760 erstellt. Nachdem 1803 das Kloster im Zuge der Säkularisation aufgelöst worden war, wurde 1808 das Kloster zum Zuchthaus umfunktioniert. 1825 kam es dann zu den größten baulichen Veränderungen in der Geschichte dieser Kirche bis heute. Unter der Empore wurden 8 Bänke des Laiengestühls abgebaut und dieser Teil von der Kirche abgetrennt und als Wachstube eingerichtet. Außerdem wurde über der Empore eine neue Decke abgehängt, worüber ein Gefangenenspeisesaal und darüber ein Lagerraum errichtet wurde. Dazu wurde eine neue Empore errichtet und die Kanzel versetzt.
1839 wurde die gesamte Westfassade abgebrochen und neu errichtet. 1860 wurde wegen des Einbaus einer neuen Orgel die Orgelempore vergrößert, weshalb auch die Kanzel abermals versetzt wurde. 1909 wurde die 1825 eingezogene Zwischendecke wieder ausgebaut und die Kassettendecke repariert, die 1956 mit dem Muster von 1554 jedoch mit billigem Sperrholz saniert wurde.

## Innenausstattung
Chor und Langhaus werden durch einen nachgotischen Spitzchorbogen, der wohl später eingezogen wurde, getrennt. Durchgehend ist aber eine Kassettendecke mit Kreuzmuster und goldenen Rosetten von 1555 und der Fußboden, der die Teile auch optisch miteinander verbindet. Auf die, auf einem dreistufigen Podest errichtete spätgotische Mensa wurde 1760 ein Tabernakelaufbau gesetzt, der 1784 gefasst wurde. Der Altaraufbau besteht aus einem flachen Sockel, einem hohen Unterbau, zwei Vollsäulen mit Sockel auf dem je ein Putto sitzt und goldenem Kapitell, einem gesprengten Gesims auf dem je eine Putte sitzt und vergoldete Rocailleaufsätze. Das Altarblatt stammt von Oswald Onghers und wurde schon 1700 gemalt zeigt die Sebastiansmarter. Das Aufzugsbild zeigt zwei Engel, wobei einer die Märtyrerpalme hält, und der andere mit Siegeslorbeerkranz im Sturzflug ist. Die Seitenaltäre wurden alle entfernt. Die zwei Altäre und ein Ölgemälde, die nach Heubach-Lautern verbracht wurden und dem Heiligen Wendelin sowie den Heiligen Dominikus und Katharina von Siena geweiht sind, bestehen bis heute. Die anderen Altäre, die in Schechingen aufgestellt wurden, wurden bei Renovierungsarbeiten zu Brennholz verarbeitet beziehungsweise in Teilen an die Bevölkerung verteilt.
Die Kanzel von 1811 wurde für den nördlichen Chorbogenpfeiler geschaffen und 1825 an den südlichen Chorbogenpfeiler gebaut, wo sie als Aufsichtskanzel genutzt wird. Die heutige Orgel von Weigle aus Stuttgart stammt von 1859/1860 und besitzt ein Manual und zehn Züge und wird von neugotischem Blendmaßwerk geziert.
Das Chorgestühl besteht aus Eichenholz mit Nussholzintarsien und besitzt feine Rocaille- und Vasenaufsätze. Die Brüstungen sind zweigeteilt und vierfeldig und mit geometrischen Mustern verziert. Das Dorsale ist sechsfeldig und besitzt drei wiederkehrende Muster. Das Chorgestühl, das um 1760 entstand, wurde 1897/98 und 1997 restauriert. Das Laiengestühl im Langhaus hat flach beschnitzte Wangen und eine dreifeldige symmetrisch beschnitzte Brüstung. Das Laiengestühl besteht aus Nadelholz, das, bis auf die Sockel aus dem 18. Jahrhundert, wohl aus der Entstehungszeit stammt.

## Dachreiter und Glocken

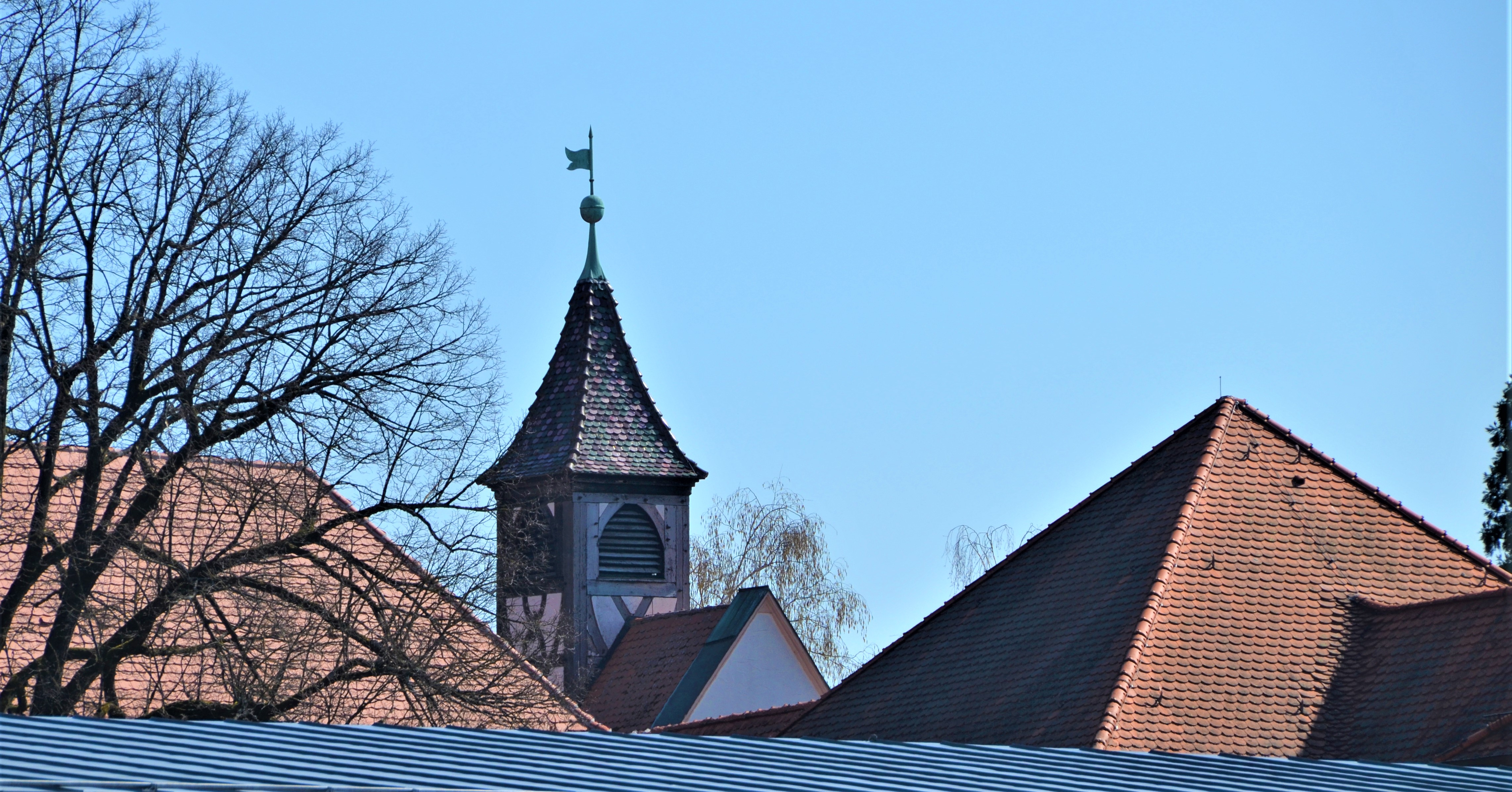
Dachreiter von Westen aufgenommen

Der Dachreiter ist ein fast quadratischer Fachwerkaufbau mit spitzbogigen Klangarkaden und ziegelgedecktem Dach.
In diesem war wohl eine Glocke untergebracht. Die erste die von 1426 oder 1496 stammte wurde 1770 in Crailsheim durch Ernst Johann Lösch eingeschmolzen und für die Kirche in Spraitbach neu gegossen. Auf ihr stand: „Osanna heis ich. in dem nahmen jesu christ leut ich. bernhardt Lachmann goss mich. 1426“.
Weiter ist nur noch eine Glocke bekannt. Sie wurde 1850 von Heinrich Kurtz aus Stuttgart aus ihrer Vorgängerin, über die, außer dass sie zersprungen ist, nichts weiter bekannt ist, gegossen und wog 204 Pfund. Ihr Verbleib ist unbekannt.